# 周振声
周振声（？—？），北京延庆人。中国共产党早期人物。

## 生平
早年在京绥铁路做工，为康庄站车务工人。1921年11月，加入工会组织，参加京绥铁路大罢工。后被推选为京绥铁路总工会执行委员，参与领导开展铁路工人运动。1922年初，京绥铁路张家口车务段以员司为主，建立车务同仁会，由周振声和工人李泽、李连生等人发起建立。3月，建立京绥铁路车务工人同人总会，后又主持成立康庄分会。总会设在张家口桥东宝善街，受中国劳动组合书记部北方分部领导，下设西直门、南口、康庄、张家口、大同、平地泉（集宁）、绥远、包头等分会。1925年5月，该总会联合张家口铁路机厂工业研究会、京绥铁路工人俱乐部等，成立京绥铁路总工会。在开展工人运动过程中，1922年6月由何孟雄等介绍加入中国共产党。同年参加建立中共张家口铁路工人小组（始称工运小组）。1923年初，任中共张家口铁路车务工人支部委员兼小组长。曾出席在郑州召开的京汉铁路总工会成立大会。二七惨案后，在康庄组织工人群众开展秘密活动。1925年初，任中共康庄铁路工人支部书记。
1926年2月，赴天津出席全国铁路总工会第三次代表大会，被选为中华全国铁路总工会执行委员。同年5月，赴广州出席第三次全国劳动大会，被选为中华全国总工会候补执行委员。会后参与陇海铁路总工会领导工作，组织罢工斗争，配合国民革命军北伐和冯玉祥部国民革命联军东征河南。1927年4月，参加中国共产党第五次全国代表大会，并在会上当选为中央监察委员会委员（至1928年2月），但代表资格尚未完全确定。国共合作失败后在郑州、开封等地坚持地下斗争，参与领导陇海铁路工人运动。9月下旬，中共河南省委改组，1927年9月至1928年2月，任中共河南省委委员。1928年初，脱党。后情况不明。